# Rolls-Royce Trent XWB
O Rolls-Royce Trent XWB é uma série de motores turbofan a jato desenvolvidos a partir do Trent 1000. É o mais recente motor da família Trent e é usado exclusivamente no Airbus A350 XWB. Ultrapassou um milhão de horas de voo em outubro de 2017, sem quaisquer interrupções em voo e com uma confiabilidade de despacho de 99,4%.  Em fevereiro de 2018, completou 1,3 milhão de horas de voo com uma confiabilidade de despacho de 99,9%. 

## Versões
| Designação    | Certificado          | Empuxo de decolagem | Empuxo máximo contínuo |
| ------------- | -------------------- | ------------------- | ---------------------- |
| Trent XWB-75  | 1 de Outubro de 2010 | 74 200 lbf (330 kN) | 66,600 lbf (296 kN)    |
| Trent XWB-79  | 1 de Outubro de 2010 | 78 900 lbf (350 kN) | 71,400 lbf (318 kN)    |
| Trent XWB-79B | 1 de Outubro de 2010 | 78 900 lbf (350 kN) | 71,400 lbf (318 kN)    |
| Trent XWB-84  | 1 de Outubro de 2010 | 84 200 lbf (370 kN) | 71,400 lbf (318 kN)    |
| Trent XWB-97  | 31 de Agosto de 2017 | 97 000 lbf (430 kN) | 83,100 lbf (370 kN)    |